# Kristine Heltberg
Ellen Kristine Hansen Heltberg (12. juli 1924 i Warszawa – 7. juni 2003) var en dansk slavisk filolog, professor og folketingsmedlem for Socialistisk Folkeparti.
Hun gjorde sig bemærket ved sin totale modstand mod nogen positiv forskelsbehandling af kvinder; kvinder skulle vurderes fuldstændig på linje med mænd, og fandtes der en bedre kvalificeret mandlig ansøger til en professorstilling end hende, skulle manden naturligvis have stillingen.
Hun har efter afslutningen af sin politiske karriere givet udtryk for beklagelse over, at hun følte sig tvunget til at stemme for afskaffelsen af realeksamen. Denne afskaffelse mente hun havde sænket niveauet i gymnasieskolen og dermed universitetet ganske betragteligt.